# Pax Chazarica

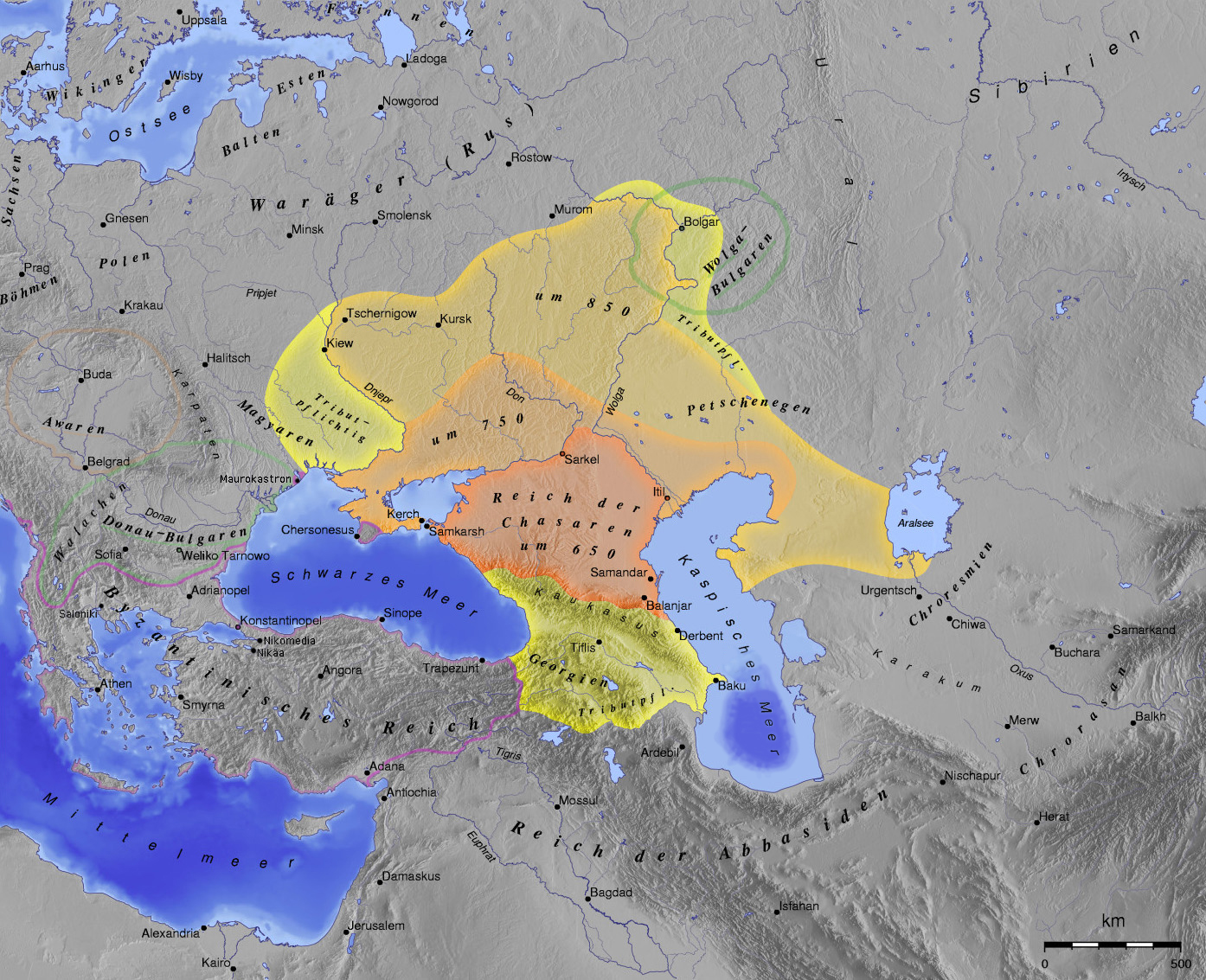
Карта Хазарии

Pax Chazarica, или Pax Khazarica (новолат. «хазарский мир», где «мир» означает отсутствие войны) — термин, по аналогии с выражением Pax Romana, применяемый историками для обозначения периода доминирования в прикаспийско-причерноморских степях Хазарского каганата (середина VII — конец IX веков). Из российских историков его использовали Ю. В. Готье, Г. В. Вернадский и др.
В результате деятельности хазар, которым удалось создать более могущественную и долговечную державу по сравнению с предшествующими кочевыми объединениями, было приостановлено Великое переселение народов. С 660-х годов после разгрома болгар и до 20-х годов IX века, когда в Северное Причерноморье пришли венгры, ни одно кочевое племя не пересекало Волгу. На территории Предкавказья, Поволжья, Крыма, Приазовья и Подонья, объединённой под одной властью, установился период относительной стабильности. Сложились благоприятные условия для развития оседлости, восстановления существовавших и возникновения новых городов, колонизации Подонья славянами и аланами.
Прекращение в конце VIII века арабо-хазарских войн сделало возможным функционирование волжского торгового пути, который сыграл исключительно важную роль в формировании государственности Волжской Булгарии и Древней Руси. Кроме того, Хазарский каганат, обладавший относительно высокоразвитой политической структурой и идеологией, оказывал определённое цивилизационное воздействие на зависимые от него народы, такие как венгры, волжские болгары и восточнославянские племена. В частности, по мнению П. В. Голубовского, Хазарский каганат был «оплотом славянства на Востоке».
Закат «хазарского мира» связан с ослаблением Хазарии, к началу IX века утратившей способность к крупным экспансивным войнам. В результате нашествия венгров и более катастрофического враждебных хазарам печенегов (880-е года), причерноморские и заволжские степи вышли из-под контроля каганата. Объединения кочевников, доминировавшие в степях после его падения (960-е года) вплоть до монгольского нашествия, не обладали политическим единством и не отличались стабильностью.